# Vanadyl trichloride
Vanadyl trichloride là một hợp chất vô cơ có công thức hóa học VOCl3. Chất lỏng màu vàng này dễ dàng bị thủy phân trong không khí. Nó là một chất oxy hóa. Nó được sử dụng làm thuốc thử trong tổng hợp hữu cơ. Các mẫu thường có màu đỏ hoặc cam do có lẫn tạp chất vanadi(IV) chloride.

## Tính chất
VOCl3 là một hợp chất vanadi với vanadi ở trạng thái oxy hóa +5 và nghịch từ. Nó có dạng tứ diện với góc liên kết O–V–Cl là 111° và góc liên kết Cl–V–Cl là 108°. Độ dài liên kết VO và V–Cl tương ứng là 157 và 214 pm. VOCl3 phản ứng mạnh với nước và tạo ra HCl. Nó có thể hòa tan trong các dung môi không phân cực như benzen, CH2Cl2 và hexan. Trong một số khía cạnh, các tính chất hóa học của VOCl3 và POCl3 cũng tương tự. Một điểm khác biệt là VOCl3 là một chất oxy hóa mạnh, trong khi hợp chất phosphor thì không. VOCl3 là tiêu chuẩn chuyển dịch hóa học thông thường cho quang phổ NMR 51V.

## Điều chế
VOCl3 được tạo ra do quá trình clo hóa V2O5. Phản ứng tiến hành gần 600 ℃:
6Cl2 + 2V2O5  →  4VOCl3 + 3O2↑
Làm nóng hỗn hợp (được pha trộn tốt với các hạt nhỏ) của V2O5, clo và cacbon ở 200–400 ℃ cũng cho VOCl3. Trong trường hợp này, cacbon đóng vai trò như một chất khử oxy tương tự như việc sử dụng nó trong quá trình chloride để sản xuất TiCl4 từ TiO2.
Vanadi(III) oxit cũng có thể được sử dụng làm tiền chất:
3Cl2 + V2O3 → 2VOCl3 + ½O2↑
Quá trình tổng hợp trong phòng thí nghiệm gồm quá trình clo hóa V2O5 bằng SOCl2.
V2O5 + 3SOCl2  →  2VOCl3 + 3SO2↑

## Phản ứng

### Thủy phân và rượu phân
VOCl3 bị thủy phân nhanh chóng tạo ra vanadi(V) oxit và axit clohydric. Trong ảnh mẫu của hợp chất, có thể thấy V2O5 màu cam hình thành trên thành cốc. Chất trung gian trong quá trình này là VO2Cl:
2VOCl3 + 3H2O → V2O5 + 6HCl
VOCl3 phản ứng với rượu đặc biệt khi có mặt chất nhận proton để tạo ra các alkoxit, như được minh họa bằng sự tổng hợp vanadyl(V) isopropoxit:
VOCl3 + 3HOCH(CH3)2 → VO(OCH(CH3)2)3 + 3HCl

### Chuyển đổi sang các hợp chất V–O–Cl khác
VOCl3 cũng được sử dụng trong quá trình tổng hợp vanadyl đichloride:
V2O5 + 3VCl3 + VOCl3  →  6VOCl2
VO2Cl có thể được điều chế bằng một phản ứng liên quan đến Cl2O.
VOCl3 + Cl2O → VO2Cl + 2Cl2↑
Tại > 180 ℃, VO2Cl bị phân hủy thành V2O5 và VOCl3. Tương tự, VOCl2 cũng bị phân hủy để tạo ra VOCl3, cùng với VOCl.

### Sự hình thành phức
VOCl3 có tính axit Lewis mạnh, được chứng minh bằng xu hướng tạo thành các phức với các base khác nhau như axetonitril và các amin. Khi hình thành các phức, vanadi thay đổi từ hình học tứ diện bốn tọa độ sang hình học bát diện sáu tọa độ:
VOCl3 + 2H2NEt → VOCl3(H2NEt)2

### VOCl3trong phản ứng trùng hợp anken
VOCl3 được sử dụng làm chất xúc tác hoặc chất tiền xúc tác trong sản xuất cao su ethylene-propylene (EPDM).